# Bargenstedt
Bargenstedt ist eine Gemeinde im Kreis Dithmarschen in Schleswig-Holstein.

## Geographie
Die Gemeinde liegt in der Heide-Itzehoer Geest.

### Gemeindegliederung
Als Ortsteile gehören zur Gemeinde der Ort Dellbrück (an der Bundesstraße 431 Richtung Albersdorf gelegen) sowie die Siedlung Bargenstedterfeld (zwischen Dellbrück und Krumstedt gelegen).

### Nachbargemeinden
Nachbargemeinden sind im Uhrzeigersinn im Norden beginnend die Gemeinden Sarzbüttel, Tensbüttel-Röst, Krumstedt und Nindorf sowie die Stadt Meldorf (alle im Kreis Dithmarschen).

## Geschichte
Am 1. April 1934 wurde die Kirchspielslandgemeinde Südermeldorf-Geest aufgelöst. Alle ihre Dorfschaften, Dorfgemeinden und Bauerschaften wurden zu selbständigen Gemeinden/Landgemeinden, so auch Bargenstedt.

## Politik

### Gemeindevertretung
Bei der Kommunalwahl am 14. Mai 2023 wurden insgesamt elf Sitze vergeben. Diese fielen alle an die Allgemeine Wählervereinigung Bargenstedt. Die Wahlbeteiligung betrug 56,5 %.

### Wappen
Blasonierung: „Über grünem Berg, der mit einem aus mehreren Tragsteinen und einem Deckstein bestehenden silbernen Steingrab belegt ist, in Silber drei giebelständige grüne Bauernhäuser 1 : 2.“
Das Bild der auf einem Berg stehenden Häuser im Wappen der Gemeinde Bargenstedt bezieht sich auf die topographische Situation des Ortsteils Bargenstedt auf einem hochgelegenen Geestrücken. Mit Rücksicht auf die mögliche, sprachwissenschaftlich allerdings nicht eindeutig belegbare Deutung des Ortsnamens als „Stätte auf den Bergen“ kann das Gemeindewappen aber auch als „redendes“ Wahrzeichen in Anspruch genommen werden. Der Ortsteil Dellbrück wird durch ein vorgeschichtliches Steingrab im Schildfuß vertreten. Dieses Hünengrab ist auch heute noch erhalten.

### Flagge
Auf einem in einen oberen, breiten weißen und einen unteren, schmalen grünen Streifen, der in der Mitte bogenförmig gewölbt ist, geteilten Flaggentuch die Figuren des Gemeindewappens in flaggengerechter Tingierung.

## Öffentliche Einrichtungen
Das Bargenstedter Kompostwerk verarbeitet Bioabfälle sowie Baum- und Strauchschnitt aus dem Kreis Dithmarschen zu Kompost, der dann wiederum exklusiv in Dithmarschen verkauft wird.

## Verkehr
Die Linien 2 und 4 von Dithmarschenbus verbinden Bargenstedt mit der nächsten Stadt, dem etwa vier Kilometer westlich gelegenen Meldorf. Der dortige Bahnhof an der Marschbahn Hamburg–Westerland stellt die nächste Anbindung ans Schienennetz dar.
Die nächste Autobahnanschlussstelle ist Albersdorf an der Bundesautobahn 23, etwa acht Kilometer östlich gelegen.

## Sport
In Bargenstedt befinden sich eine Turnhalle, eine Schießsportanlage und ein Fußballplatz mit Beachvolleyballfeld. Der Fußballplatz wird vom Bargenstedter Sportclub betrieben, der neben Fußball und dem Schießsport unter anderem Volleyball, Tischtennis, Kinderturnen und Karate anbietet. Es gibt außerdem eine Reitsportanlage in Bargenstedt, in der regelmäßig Reitturniere stattfinden.

## Persönlichkeiten
- Adolf von Oldenburg (1898–unbekannt), deutscher Politiker (SPD)
- Johann Brüdt (1859–1944), deutscher Schulleiter und heimatkundlicher Schriftsteller
- Anne-Marga Sprick (* 1934), niederdeutsche Autorin; lebt in Bargenstedt

## Bilder

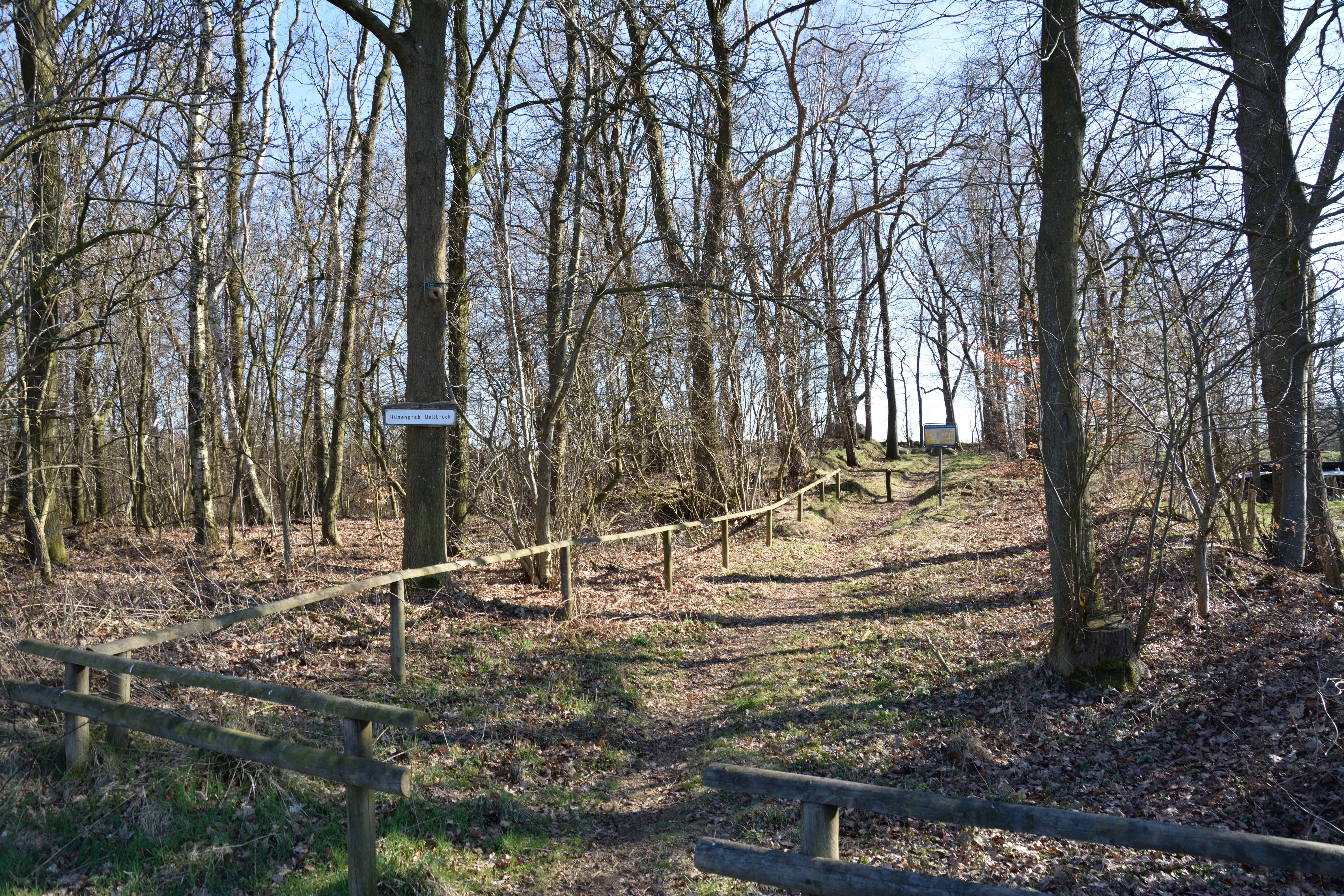
Weg zum Hünengrab
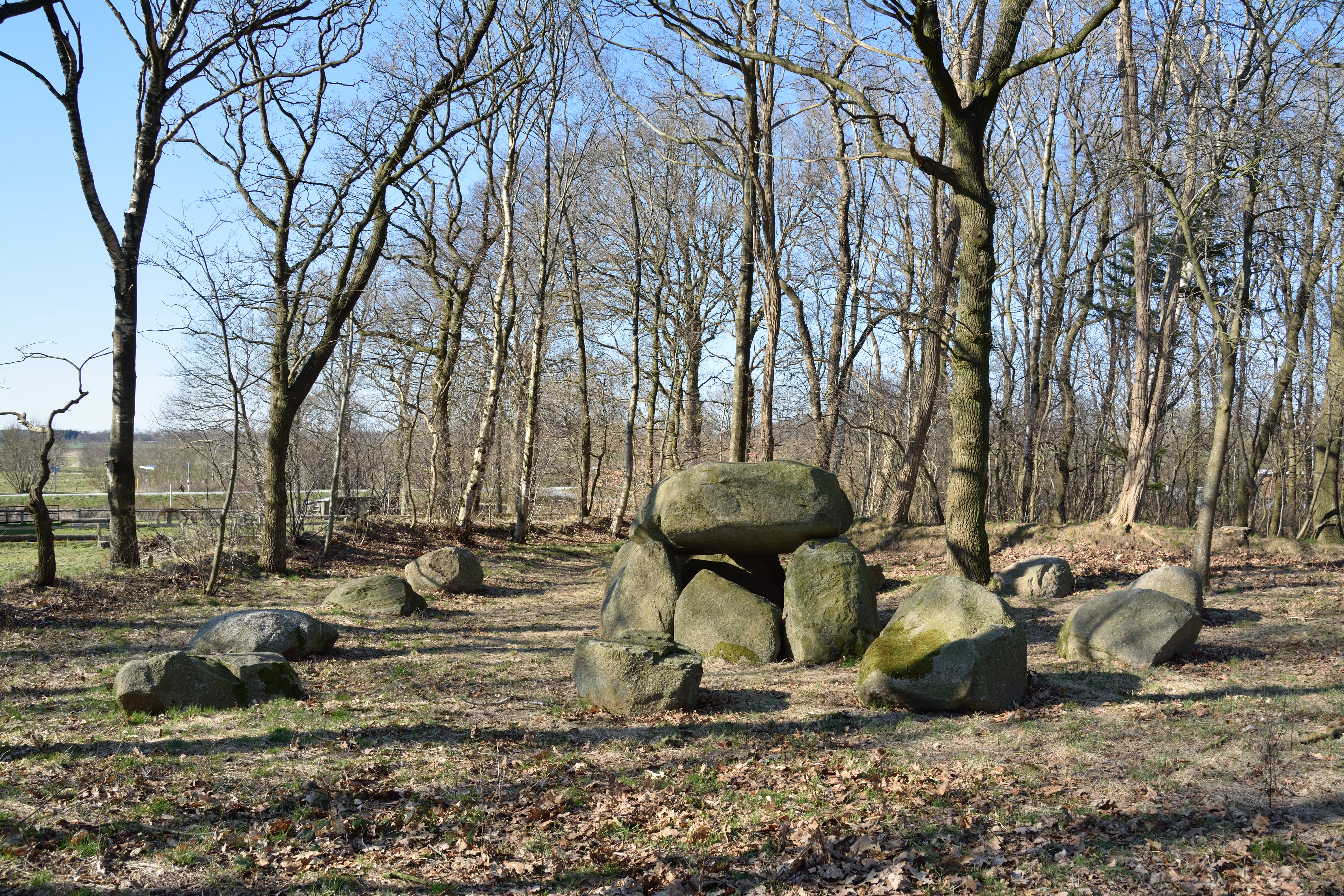
Großsteingrab Dellbrück